# Voltor dorsiblanc asiàtic
El voltor dorsiblanc asiàtic (Gyps bengalensis) és un ocell rapinyaire de la família dels accipítrids (Accipitridae). Habita zona boscoses, obertes i terres de conreu de l'Àsia meridional des del sud-est de l'Iran, cap a l'est per Afganistan, Pakistan i Índia fins al sud-oest de la Xina i Sud-est asiàtic. El seu estat de conservació es considera en perill crític d'extinció.